# Stockholms Oordenteligheter
Stockholms Oordenteligheter var en tidskrift som gavs ut i 16 nummer i Stockholm under åren 1770–1771. Utgivare var Wilhelm Momma, ägare till Kungliga Tryckeriet. Varje nummer bestod av åtta sidor i oktavformat (14,5 × 7,7cm).
Wilhelm Momma, som 1768 fick överta Kungliga Tryckeriet efter sin far Peter, lanserade 1770 tidskriften Stockholms Oordenteligheter som ett komplement till tryckeriets dagstidning Dagligt Allehanda. Tidskriftens första nummer publicerades den 27 april 1770. Det 16:e numret, som blev det sista, annonserades i Dagligt Allehanda den 1 februari 1771. Trots att tidskriften kallades "veckoskrift" var utgivningstakten alltså avsevärt långsammare. Tidskriftens upphörande sammanföll med att Momma gjorde konkurs och ska ha lämnat landet.
Fokus låg på vad vi numera skulle kalla kommunala frågor eller ordningsfrågor: gatusopning, flyttningstider, vårdslösa åkare, vedförsäljning, tiggeri, med mera. Även det sociala livet avhandlades med ämnen som kaffehus och rangordningen på brunnsorter. Skribenterna bakom de ingående artiklarna avslöjas inte och läsekretsen uppmanades att bidra till tidskriften. I Bernhard Lundsteds sammanställning över Sveriges periodiska litteratur beskrivs tidskriften som satirisk. Trots det menade författaren Per Anders Fogelström att de anonyma betraktelserna ger en relativt ofiltrerad bild av vardagslivet i Stockholm.
Prenumerationspriset var sex daler kopparmynt för 24 nummer, men bara 16 realiserades alltså. Lösnummer såldes för priset nio öre kopparmynt.